# NGC 2980
NGC 2980 est une galaxie spirale intermédiaire située dans la constellation du Sextant.  NGC 2980 a été découverte par l'astronome germano-britannique William Herschel en 1786.

## Caractéristiques
Sa vitesse par rapport au fond diffus cosmologique est de 6 088 ± 24 km/s, ce qui correspond à une distance de Hubble de 89,8 ± 6,3 Mpc (∼293 millions d'al). 
À ce jour, une douzaine de mesures non basées sur le décalage vers le rouge (redshift) donnent une distance de 79,100 ± 10,402 Mpc (∼258 millions d'al), ce qui est à l'intérieur des valeurs de la distance de Hubble. Notons cependant que c'est avec la valeur moyenne des mesures indépendantes, lorsqu'elles existent, que la base de données NASA/IPAC calcule le diamètre d'une galaxie et qu'en conséquence le diamètre de NGC 2980 pourrait être d'environ 43,4 kpc (∼142 000 al) si on utilisait la distance de Hubble pour le calculer.
La classe de luminosité de NGC 2980 est III et elle présente une large raie HI. Elle renferme également des régions d'hydrogène ionisé.

## Supernova
Deux supernovas ont été découvertes dans NGC 2980 : SN 2006ba et SN 2009lm.

### SN 2006ba
Cette supernova a été découverte le 19 mars 2006 par l'astronome amateur sud africain Berto Monard. Cette supernova était de type IIb. 

### SN 2009lm
Cette supernova a été découverte le 17 novembre 2009 par J. Choi, S. B. Cenko, W. Li, et A. V. Filippenko dans le cadre du programme LOSS (Lick Observatory Supernova Search) de l'observatoire Lick Cette supernova était de type IIP. 